# 23110 Ericberne
23110 Ericberne è un asteroide della fascia principale. Scoperto nel 2000, presenta un'orbita caratterizzata da un semiasse maggiore pari a 2,2840879 UA e da un'eccentricità di 0,0871869, inclinata di 5,03007° rispetto all'eclittica.